# Aizu (Han)

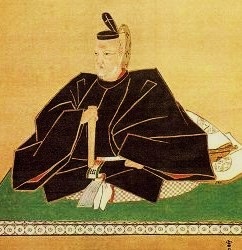
Hoshina Masayuki, 1643–69 der erste Hoshina-Fürst von Aizu

Das chinesische Schriftzeichen 會 – das Ai in Aizu – diente zum Ende der Edo-Zeit als Militärinsignium

Aizu (jap. 会津藩, Aizu-han, unreformierte Schreibung 會津藩) war ein Edo-zeitliches Fürstentum (-han) in Japan. Sein Kernland lag um den Kreis (-gun) Aizu in der Provinz Mutsu im heutigen Westen der Präfektur (-ken) Fukushima; es umfasste zum Ende der Edo-Zeit aber auch Besitzungen in Echigo (heute Niigata) und verwaltete an Ämter geknüpfte Gebiete in Kawachi (Osaka) und Izumi (Osaka) sowie außerdem Gebiete im noch quasi-kolonialen Ezochi (Hokkaidō). Fürstensitz war die Burg (-jō) Wakamatsu in der heutigen Stadt (-shi) Aizu-Wakamatsu. Herrscher waren zunächst im Wechsel Gamō, Uesugi und Katō, dann von 1643 bis zum Verlust in der Meiji-Restauration die Hoshina-Matsudaira, denen dabei ein Nominaleinkommen von – im Vergleich mit der vorherigen Größe von Aizu: nur, im Vergleich mit den vorherigen Fürstentümern der Hoshina: großzügigen – 230.000 Koku zugeteilt wurde. Nachdem Aizu im Boshin-Krieg zusammen mit der Nordallianz und kleineren Fürstentümern gegen die neue Regierung kämpfte und unterlag, wurde das Fürstentum Aizu abgeschafft und bereits 1869 – zwei Jahre vor der landesweiten Umwandlung der Fürstentümer in Präfekturen – an seiner Stelle die Präfektur (-ken) Wakamatsu eingerichtet, die (abgesehen von den Exklaven in anderen Landesteilen) 1876 nach Fukushima eingegliedert wurde.